# لا وگا (شهر)
لا وگا (به لاتین: La Vega) یک شهر در جمهوری دومینیکن است که در سانتو دومینگو واقع شده‌است.

## خصوصیات
لا وگا ۶۳۹٫۸۵ کیلومترمربع مساحت و ۲۳۵٬۶۹۸ نفر جمعیت دارد و ۱۰۰ متر بالاتر از سطح دریا واقع شده‌است.

## خواهرخوانده
شهر تولوکا، استادو د مخیکو خواهرخواندهٔ لا وگا هست.

## نگارخانه

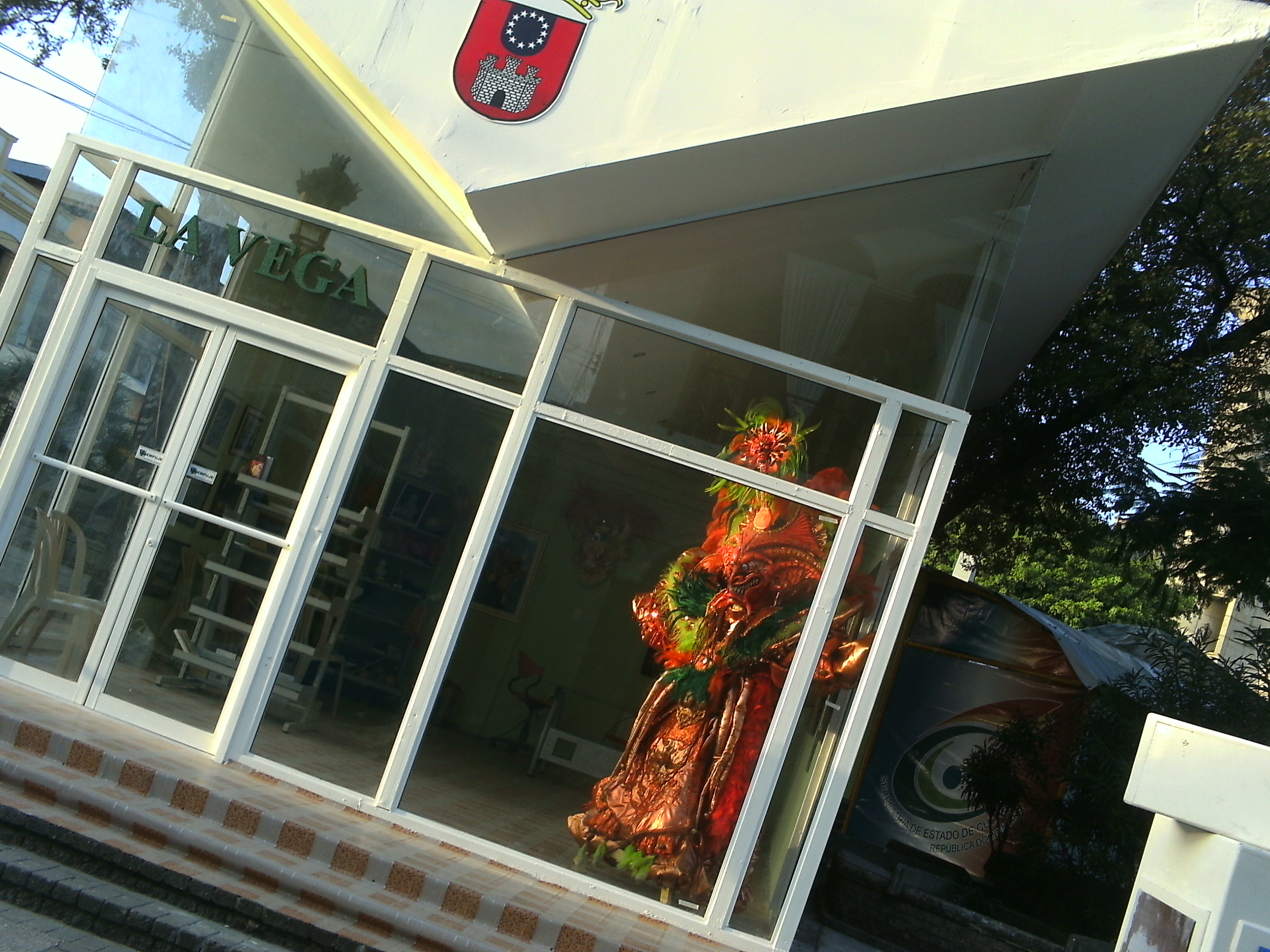
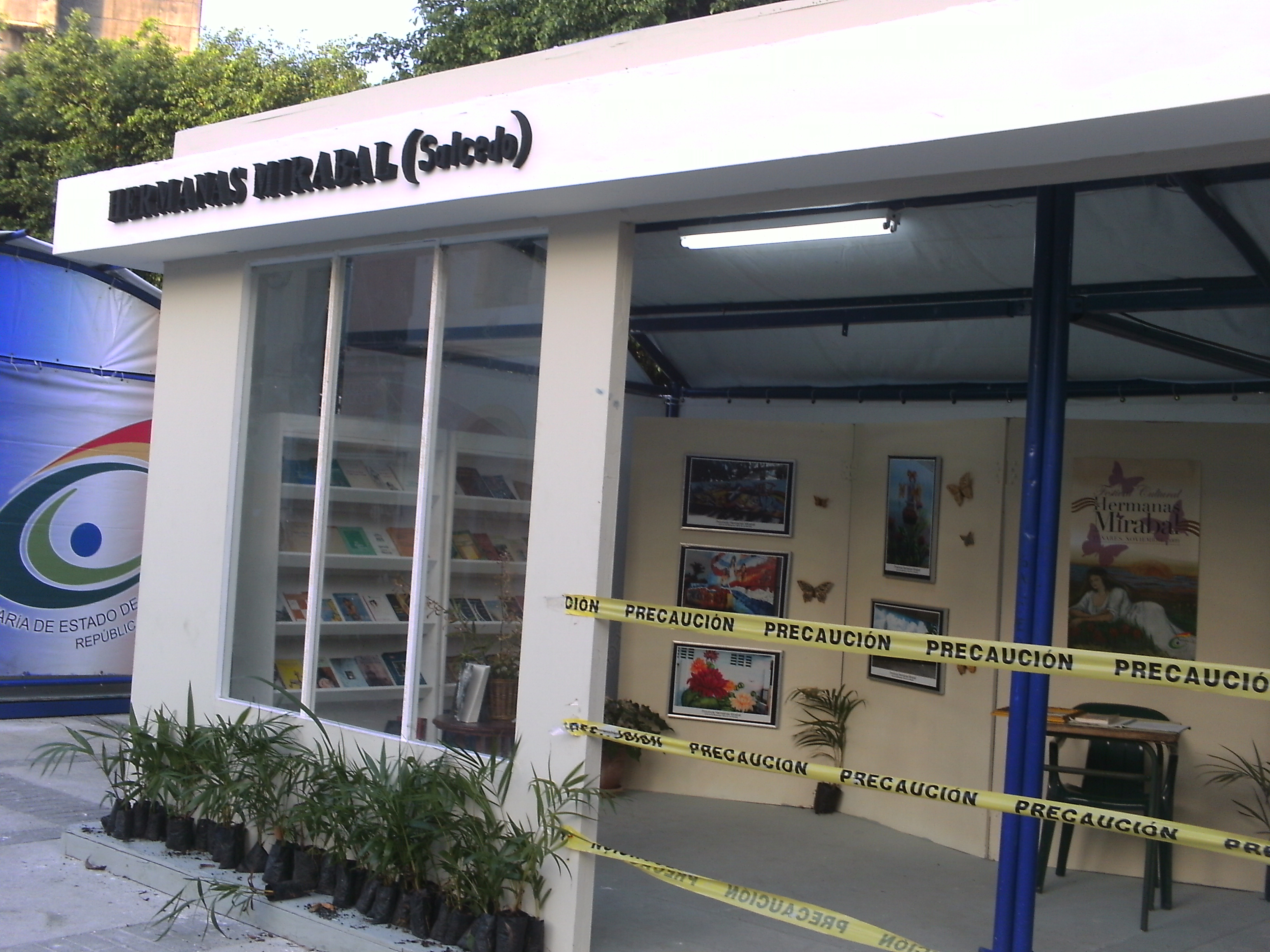
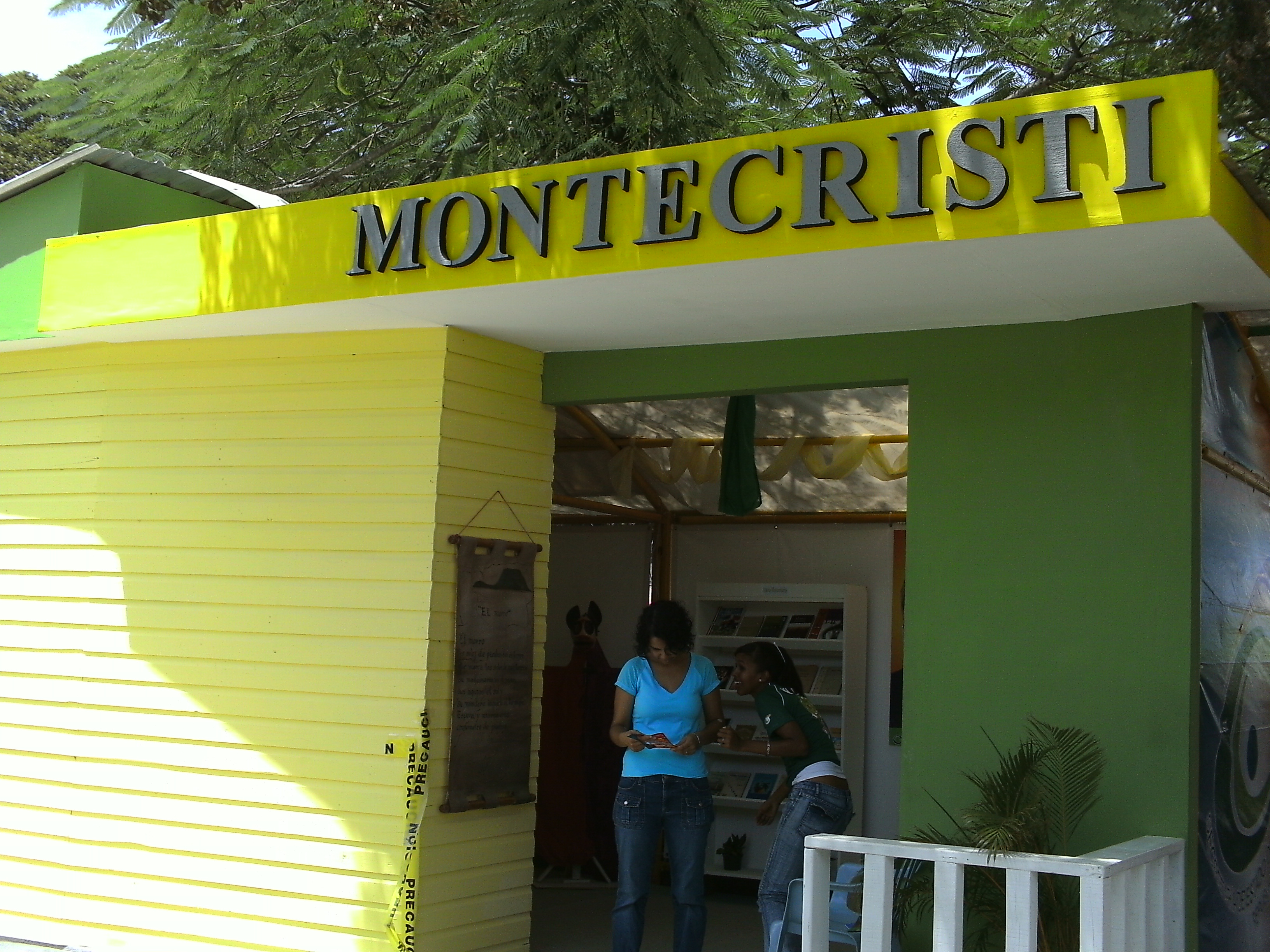
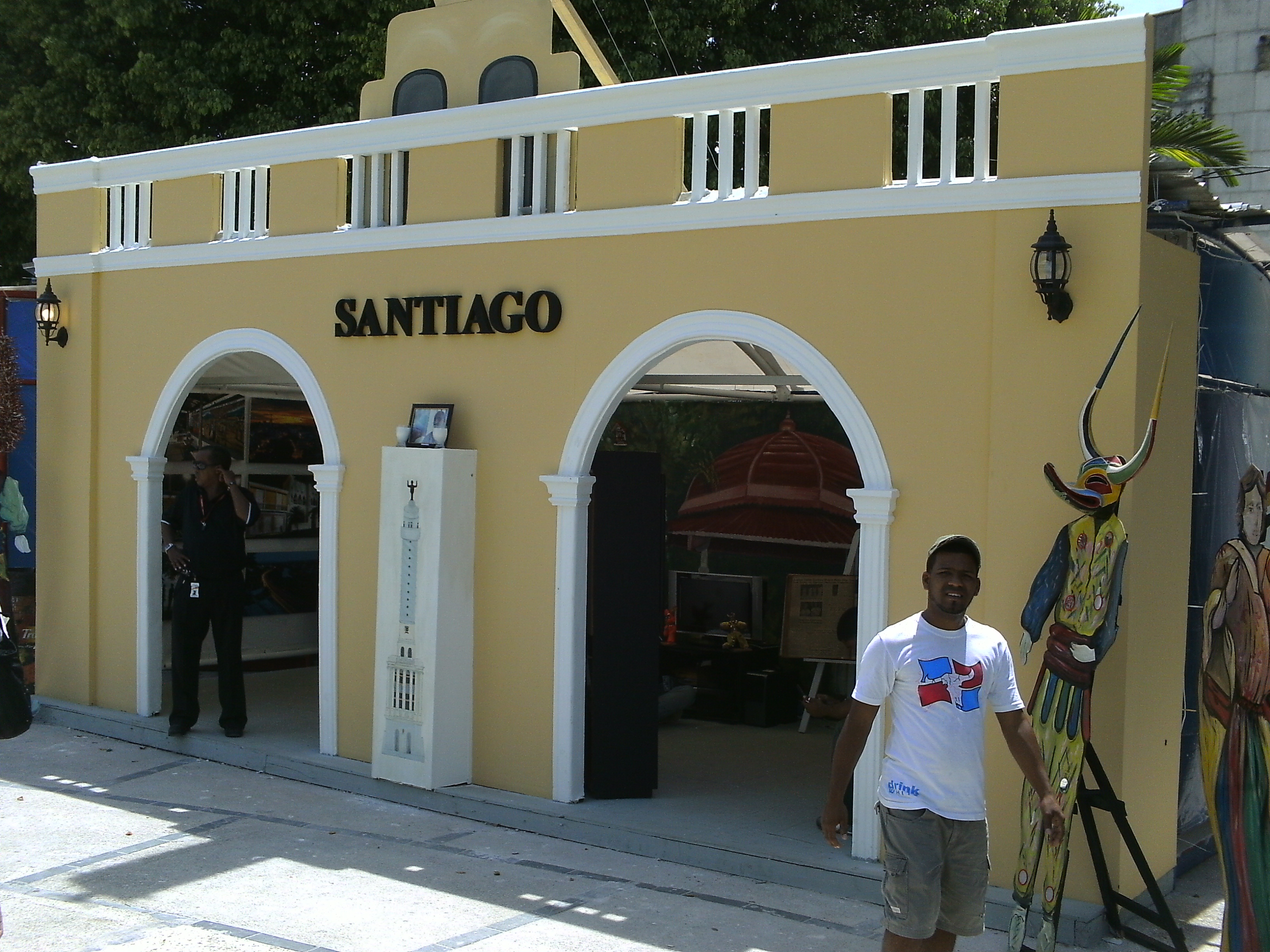
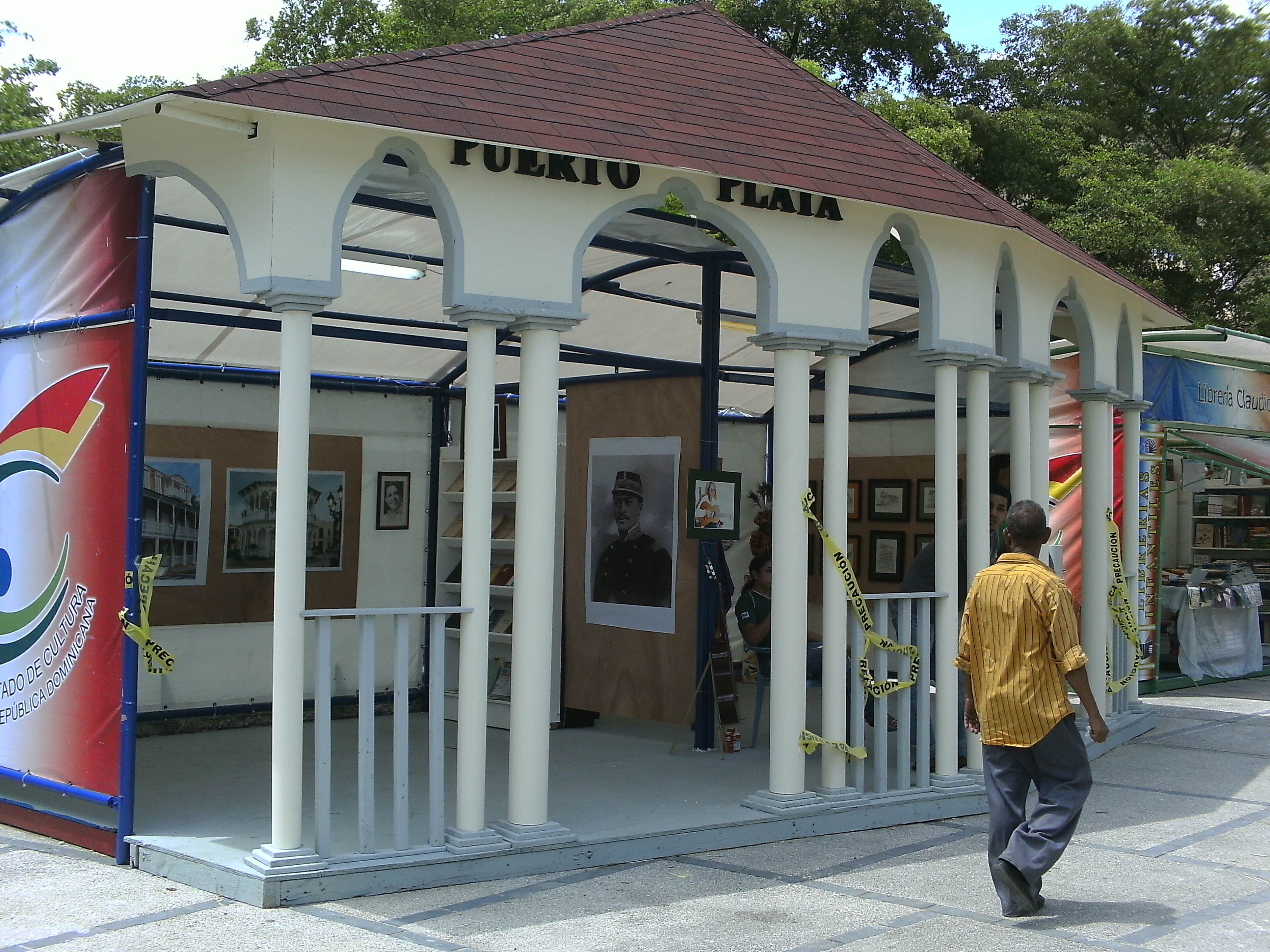
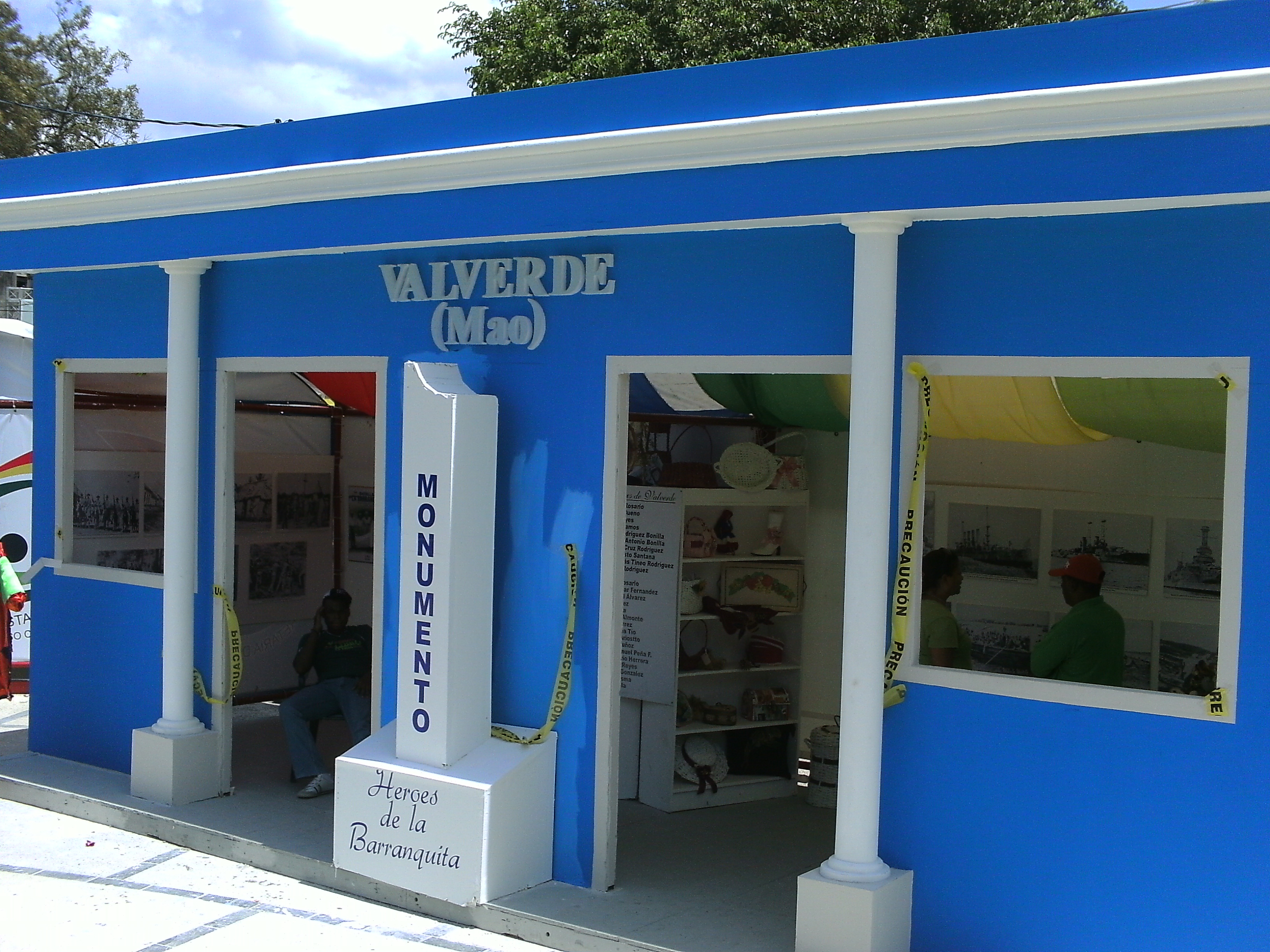
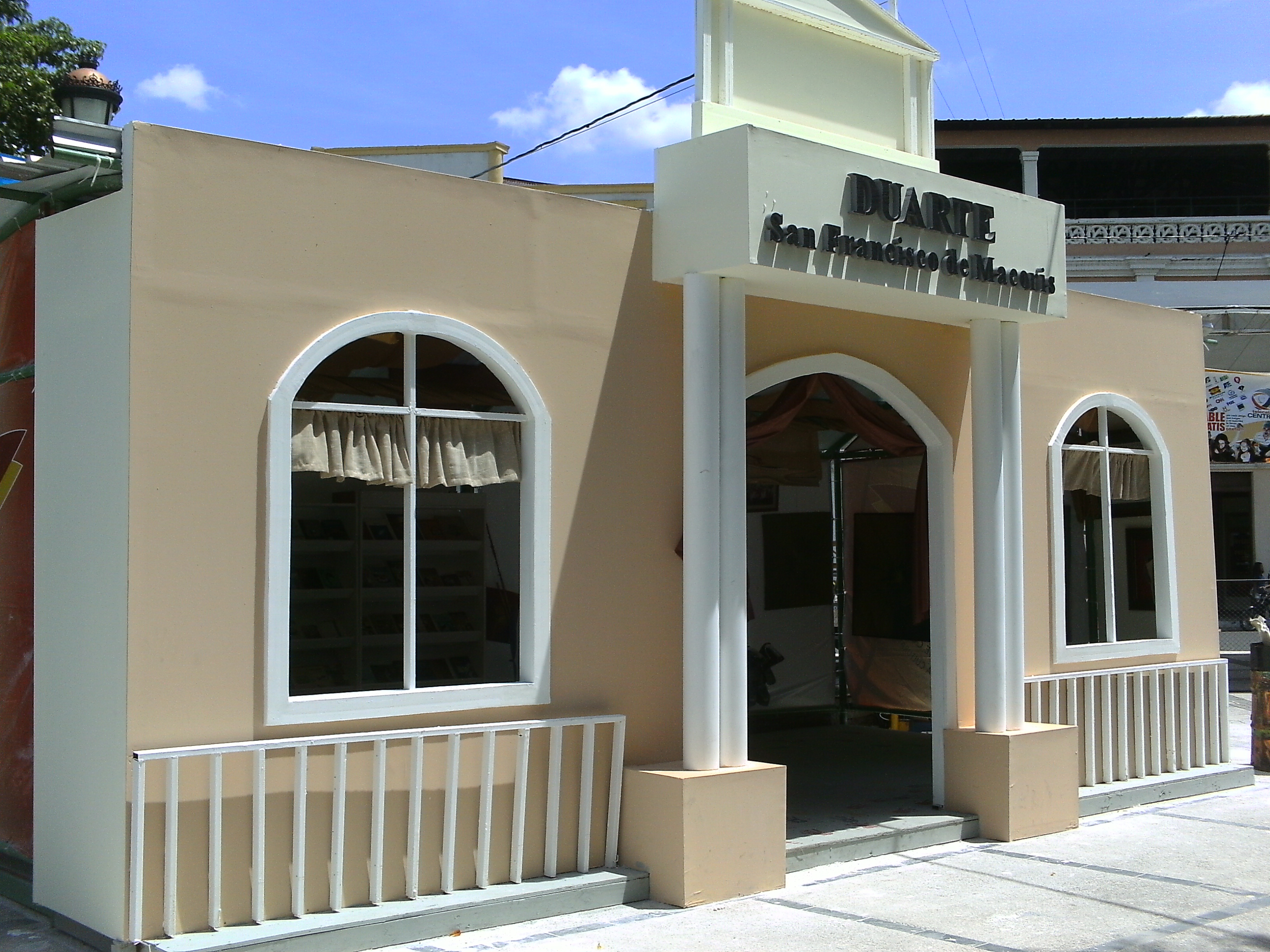
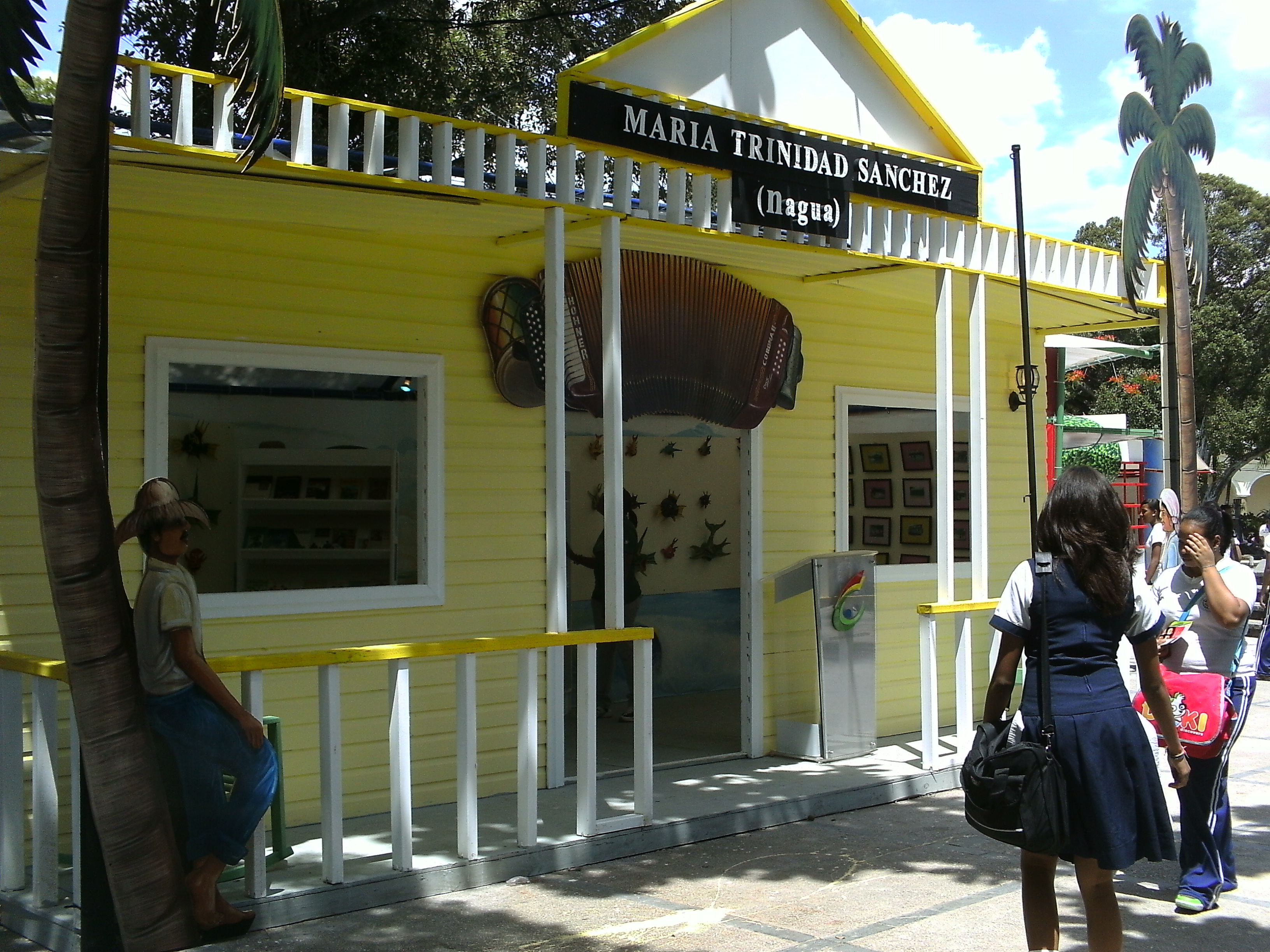
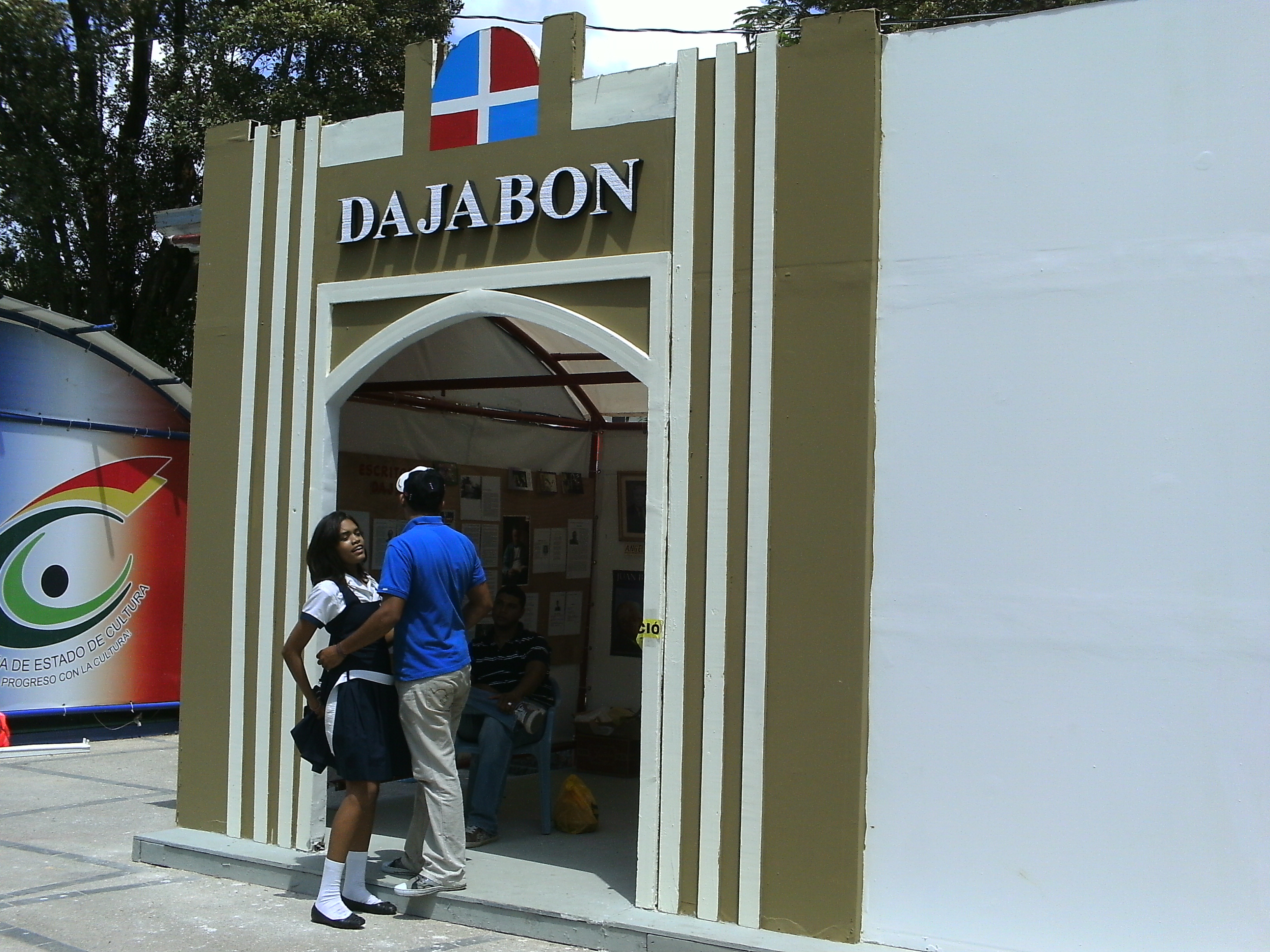
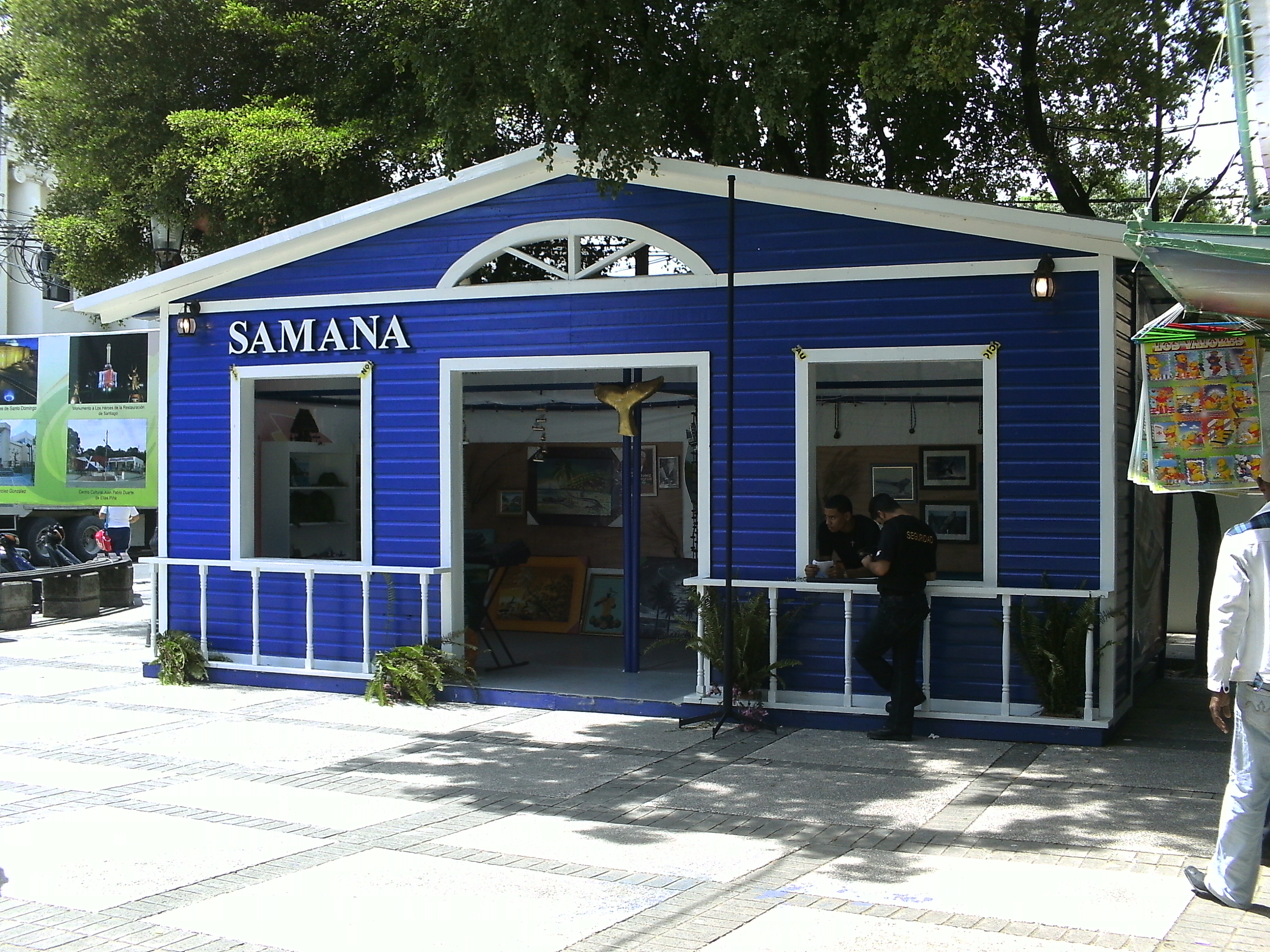
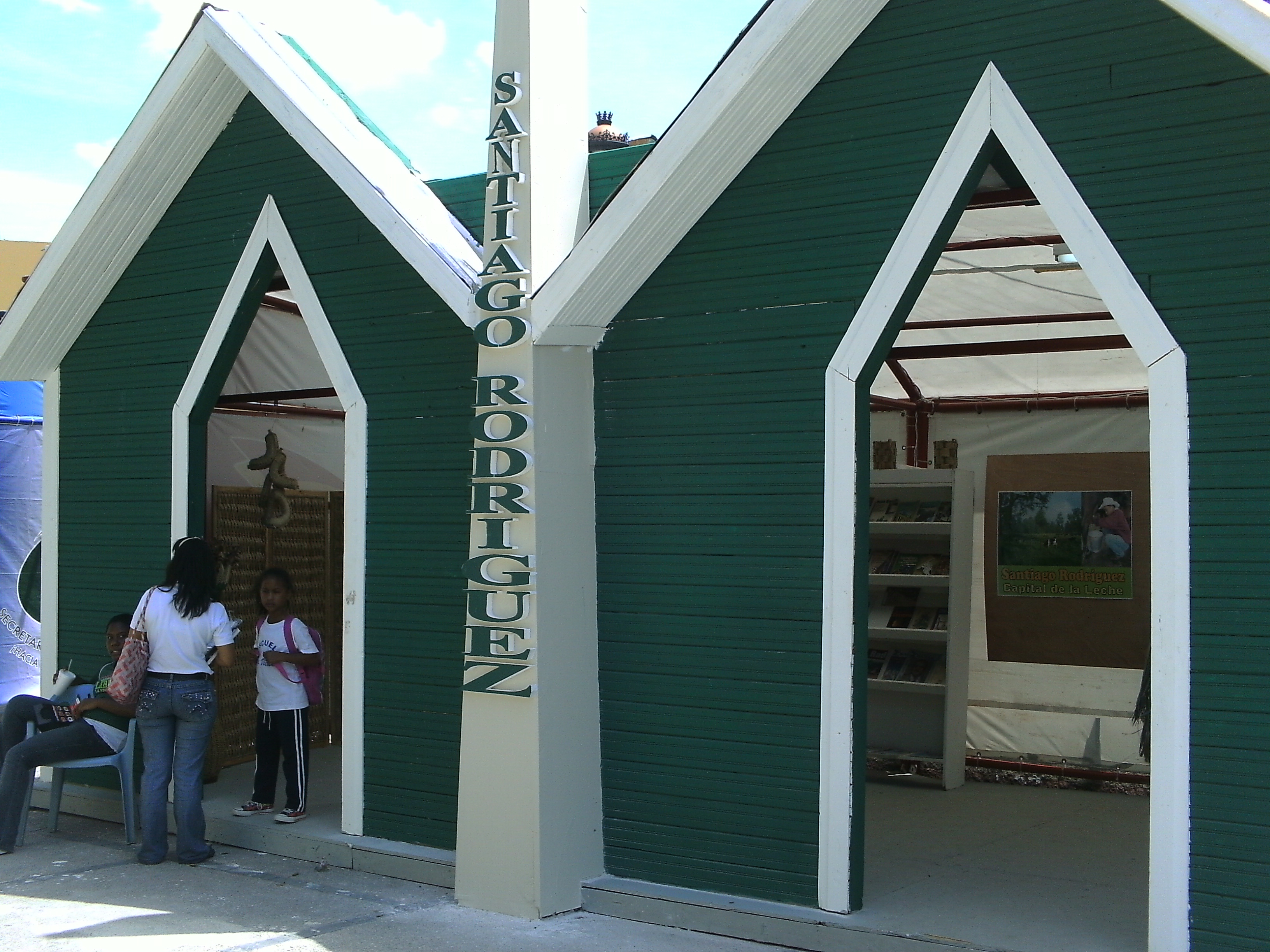